# Witkapbijeneter
De witkapbijeneter of roodkeelbijeneter (Merops bullockoides), is een bijeneter die voorkomt in sub-equatoriaal Afrika.

## Kenmerken
De witkapbijeneter heeft een wit voorhoofd, een dieprode keel, een zandbruine borst, groene vleugels, een zwarte band boven de lange, gebogen snavel en een lange, rechthoekige staart. De onderzijde, achter de poten, is blauw.

## Leefwijze
De voornaamste prooien van witkapbijeneters zijn bijen. Als er niet voldoende bijen zijn, eten ze ook andere (meest vliegende) insecten, zoals libellen, sprinkhanen, wespen, hommels en kevers, die ze in de vlucht vangen. Ze kennen twee manieren om insecten te vangen: ze slaan vanaf hun zitplaats razendsnel toe of ze hangen boven een zwerm stil en slaan dan toe. De bijeneter verwijdert angel en gif door de bij met zijn achterlijf een aantal keren stevig langs een tak te wrijven.
Deze vogels vormen binnen een groep een hechte band met ongeveer 20 vogels. Deze groep is samengesteld uit enkele koppels, eenlingen en enkele jongen van een van de koppels. Het zijn territoriaal ingestelde dieren met een ruim territorium, waarin geen enkele voedselconcurrent wordt geaccepteerd. Alleen soortgenoten van andere familiegroepen zijn welkom in het territorium.

## Voortplanting
Witkapbijeneters graven tijdens de regentijd lange tunnels in steile rivieroevers. Dit kan alleen als de grond nog zacht is, want tijdens het broedseizoen is de grond te hard om te graven. Bij het aanbreken van het broedseizoen worden de tunnels in gebruik genomen en wordt aan het einde van de tunnel begonnen met het uitgraven van een nestholte. Alle vogels uit de groep zijn betrokken bij de voorbereidingen, de verdediging en het voeren van de jonge vogels.
Het mannetje biedt zijn partner voedsel aan en nadat deze de gift heeft geaccepteerd, wordt er gepaard. Vanaf dit moment is het mannetje niet meer uit haar buurt weg te slaan, totdat de eierlegging is voltooid, maar het kan gebeuren, dat tijdens een kleine onoplettendheid van het mannetje, een ander mannetje paart met het vrouwtje. Het vrouwtje legt in de ovale nestholte 4 of 5 eieren. Ondanks de waakzaamheid van het mannetje, kunnen de jongen uit één nest van andere vaders zijn.
Beide partners bebroeden beurtelings 3 weken de eieren. Tijdens het broeden worden ze van voedsel voorzien door de andere groepsleden. Na het uitkomen van de eieren wordt de hele groep nog actiever en door het ruime voedselaanbod groeien de jongen erg snel. Het duurt 24 dagen voordat ze het nest verlaten en zelf leren hoe ze voedsel moeten zoeken. Enkele jongen blijven bij de groep, een aantal zwermt uit en vormt later een nieuwe groep.

## Verspreiding en leefgebied
Witkapbijeneters komen voor van Gabon tot Kenia, zuidelijk tot zuidelijk Angola, centraal Zuid-Afrika en zuidelijk Mozambique.